# 反射 (生物学)
生物学における反射（はんしゃ、英: reflex or spinal reflex）とは、動物の生理作用のうち、特定の刺激に対する反応として意識される事なく起こるものを指す。また神経学的には、受容器の興奮が大脳を経由せず効果器へと伝わる興奮伝達を主に反射という。普通、反射という言葉を使う対象は意識の存在が（曖昧にではあっても）確かめられる脊椎動物に限られる。たとえば昆虫が光に集まる、ゾウリムシが水面近くに集まるというような走性は反射と呼ばない。ヒトの反射でもっともよく知られたものに、膝蓋腱を叩くと下腿が跳ね上がる膝蓋腱反射、屈筋反射がある。条件反射は定義によっては反射に含まれるが、ここでは扱わない。

## 機能に着目した分類
反射はその機能から、体性反射と内臓反射（自律神経反射）に大きく分けることができる。体性反射とは骨格筋を収縮させるものであって、腱反射（深部腱反射）、表在反射に代表される（詳細は深部腱反射を参照。）。内臓反射とは、自律神経系を介して、内臓筋を収縮させたりするもの（詳細は自律神経系#自律神経反射を参照。）。

屈曲反射
陽性支持反射

### 分節性静位反射[要出典]
交叉性伸張反射（交叉伸展反射）
交叉性屈曲反射

### 全身性静位反射[要出典]
緊張性頚反射
緊張性迷路反射
立ち直り反射

### 平衡運動反射
踏み直り反射
跳び直り反射
シーソー反射
傾斜反射
保護伸展
不動化反射普段しない体勢にすると、バランスがとれなくなり、身動きができなくなる。

### 体性反射

#### 腱反射
腱反射とは、腱や骨の突端を叩くと、そこにつながっている骨格筋が収縮する反射を指す。医師が診察において患者の反射を見るときは、打腱器と呼ばれるハンマーを使って患者を叩く。患者とハンマーの間に医師の指を挟んで刺激を調整することもある。よく知られた腱反射には次のものがある。
膝蓋腱反射（大腿四頭筋反射）膝蓋骨の下にある膝蓋靭帯を叩くと、大腿四頭筋の収縮により膝関節が伸展する。
アキレス腱反射（下腿三頭筋反射）かかとにあるアキレス腱を叩くと、下腿三頭筋の収縮により足関節が底屈する。

#### 屈筋反射
上腕二頭筋反射肘窩にある、上腕二頭筋が橈骨に付く腱を叩くと、上腕二頭筋の収縮により肘関節が屈曲する。
逆転上腕二頭筋反射
上腕三頭筋反射肘頭の上にある、上腕三頭筋が尺骨に付く腱を叩くと、上腕三頭筋の収縮により肘関節が伸展する。
逆転上腕三頭筋反射
橈骨反射
腕橈骨筋反射
回内筋反射（円回内筋反射、尺骨反射、橈骨回内筋反射）
下顎反射
頭後屈反射
眼輪筋反射
胸筋反射
腹筋反射
下肢内転筋反射
膝屈筋反射
吸息反射酷く驚いたり恐怖を感じると、息を溜めたまま吐き出せなくなること。

### 表在反射
表在反射とは、皮膚や粘膜に刺激を加えることで、その周りの筋が収縮する反射を指す。よく知られた表在反射には次のものがある。
角膜反射角膜にものが触れると目が閉じる。
くしゃみ反射鼻の粘膜をこよりなどでくすぐるとくしゃみが出る。
咽頭反射咽頭後壁の粘膜を強く押すと吐き気を起こす。
腹壁反射腹壁の片側を先の鈍い針などで引っかくと、腹壁の筋が収縮して、臍が刺激された側に動く。
挙睾筋反射大腿の内側を鈍い針などでこすると、刺激された側の睾丸が挙上する。
殿筋反射（臀部反射）
足底反射足の裏を鍵などでこすると、母趾が屈曲する。常にバビンスキー反射と関連付けて語られるので、詳しくはそちらの記事を参照されたい。

## 病的反射
上記の反射は日常生活の様々な場面で起こり、姿勢を保ったり、外傷に弱い臓器を守ったりする役に立っている。次に挙げるような病的反射は、定義から言うと腱反射または表在反射に分類できるが、上に挙げたようなものが「起こって正常」なのに対し、「起こると異常」であることから、臨床では別に扱われることが多い。

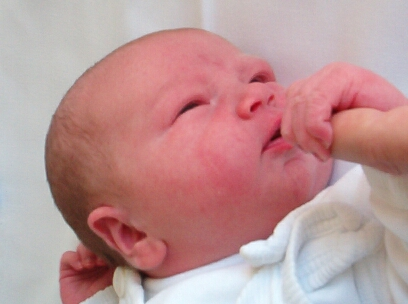
把握反射

吸引反射乳児が唇をこすられると、乳汁を飲むような動きが現れる。吸啜反射（きゅうてつはんしゃ）とも言う。成長と共に、いずれ消失する反射の1つであり、成人で起こると異常である。なお、食道閉鎖などの奇形が原因で食物を経口摂取できないなどが原因で、胃ろうを使うなどする必要が出てくる場合がある。その後、食道閉鎖などを手術で治して解剖学的には食物の経口摂取が可能になったとしても、この反射が消失する前までに食物の経口摂取をしていなかった場合、食物を経口摂取することは難しくなることが知られている。したがって、この反射が消失する前までに、食物の経口摂取ができる状態にすることが望ましい。
口とがらし反射
クヴォステック徴候
トレムナー反射手の中指をMP関節から背屈させておいて、中指先端手掌面を強くはじくと、その手の親指が屈曲する。健常人に起こることもあるが、片側性だと異常の可能性が大きい。
ホフマン反射（ホフマン現象）
ワルテンベルグ指屈曲反射
ワルテンベルグ徴候
トルーソー徴候低カルシウム血症・低マグネシウム血症・呼吸性アルカローシスの患者において、血圧計のマンシェットで上腕を圧迫すると（収縮期血圧以上で3分間以上）、「助産師の手」と呼ばれる特徴的肢位が出現する。
把握反射赤ん坊が手に触れたものをつかむように握る反射のこと。
強制把握反射
手掌下顎反射
緊張性足底反射
間代
軸索反射
バルサルバ反射

### 内臓反射
内臓反射は恒常性の維持、全身の活動性の調節に役立つ。内臓反射を司る自律神経系は交感神経系と副交感神経系に分けられるが、大まかに言って交感神経系が働くと盛んな活動に適した状態が導かれ、副交感神経系が働くと休息に適した状態が導かれる。内臓反射は常に起こっており生存に不可欠なものが多い。また、反射を起こす刺激、それによって起こる反応を独立して取り出すことが難しい。これらのことから、内臓反射は反射の文脈で語られることが少なく、自律神経系の活動として説明されることが多い。たとえば急に寒い場所に出ると、心拍数と呼吸数が増え、末梢の血管が収縮し、立毛筋が収縮する。これらは自律神経系が働いた結果だが、どこで受容された寒さ刺激がどの反応を起こすかは明瞭でないし、寒さ以外の様々な要因に影響されやすい。一方、次に挙げる動眼神経を介した反射は、自律神経が関わっているが刺激と反応にかなり明瞭な対応が見られる。
心臓反射
対光反射光が目に入ると瞳孔が収縮する。
近見反射
眼球運動反射
輻輳反射
毛様体脊髄反射
眼球心臓反射（アシュネル反射）眼球を圧迫すると徐脈が起こる。
調節反射見ているものが近づくとレンズが厚くなってピントを合わせる。
頚動脈洞反射（ツェルマク・ヘーリング反射）
圧発汗反射
肺・迷走神経反射（肺伸展受容反射、ヘーリング・ブロイウェル反射）
クッシング反射（クッシング徴候、クッシング兆候、クッシング現象）
ベインブリッジ反射
ファーガソン反射

## 神経回路
すべての反射は神経系を介して起こる。神経系を介さない反応、たとえばGFR低下によるレニン-アンジオテンシン系の活性化などは普通、反射と呼ばれない。反射が起こるためには、刺激が受容され、その刺激がなんらかの中枢（例:中枢神経）で処理され、筋や腺に伝えられるという経路が考えられる（この時、脳に一切信号は伝わらない）。この経路を反射弓と言う。刺激を受容する器官を受容器、反応が現れる器官を効果器と呼ぶ。たとえば対光反射では網膜が受容器で、効果器は瞳孔括約筋である。反射弓の特徴は、中枢が大脳皮質でなく、脊髄や脳神経核などにあることと言える。反射でない行動、たとえば道に硬貨が落ちているのを見て拾う動作は、目から入った情報が大脳皮質まで送られた後で四肢などに伝えられる。だから中枢は大脳皮質である。一方、反射を起こす刺激は大脳皮質まで送られるものの、反射の中枢はそれ以前にあるので、大脳皮質を通るよりも短い経路で反応が起こされることになり、より速く的確に反応する役に立っている。この迅速さから連想して「反射神経（が優れている、など）」「反射的」という使い方が生まれたが、これは敏捷な、あるいはとっさの動作を広く表すもので、必ずしも生物学的な意味での反射を指しているわけではない。

## 神経診断学
四肢の腱反射は亢進も消失も病的な意義をもつ。腱反射の亢進は反射弓より高位で皮質脊髄路（錐体路）が障害されていると考える。腱反射の消失は反射弓が障害されていることを意味し、求心路の感覚神経、遠心路の運動神経、反射弓の中枢である脊髄前角細胞の障害が考えられる。この場合、反射弓とは筋紡錘→感覚神経：Ⅰa群線維→後根→モノシナプス→前角細胞→前根→運動神経：α線維→筋肉の経路をさす。
皮質脊髄路は前角細胞に興奮性の刺激を送るが、不思議なことにこの経路が障害されると反射が亢進、つまり前角細胞の興奮性が増す。また、甲状腺機能亢進症などで反射は亢進する。腱反射の所見だけでは神経の病気であるかどうかは判断することは一般には不可能であり、高度なトレーニングを受けた専門医が病歴やその他の徴候などから総合的に診断を下す。最近では神経学的な診断をコンピュータによって行うという試みもされている。